# Sanalona
Sanalona es una comunidad mexicana del Municipio de Culiacán, en el estado de Sinaloa.